# Petites-Landes
Les Petites Landes, situées au nord du fleuve Adour, sont constitutives des Landes de Gascogne. 
Elles sont un pays de transition entre la Haute-Lande et l'Armagnac d'une part, la Chalosse d'autre part.

## Présentation
On y distingue : 
- le pays de Marsan (cours de la Midouze)
- le Gabardan plus à l'est.

Ville principale : Mont-de-Marsan, chef-lieu du département des Landes.

## Adour et affluents
Les Petites-Landes sont riveraines de l'Adour (face à la Chalosse et au Tursan) par leur côté sud ; il s'étend à l'ouest jusqu'aux environs de Tartas. 
Les Petites Landes sont traversées par les rivières Midou et Douze dont la confluence a lieu à Mont-de-Marsan pour former la Midouze, affluent direct (en rive droite) de l'Adour peu après Tartas.

## Langues parlées
- français (langue officielle, parlée et comprise par l'ensemble de la population)
- gascon (langue vernaculaire, encore en usage dans les zones rurales). Dans la moitié ouest du département des Landes, est parlée une variété régionale de gascon, le gascon noir ou landais.